# Eddie Constantine
Eddie Constantine (Los Angeles, Kalifornia, USA, 1917. október 29. – Wiesbaden, 1993. február 25.) orosz származású francia színész.

## Életpályája
Orosz apa és lengyel anya gyermekeként született. 1937–1938 között Bécsben tanult énekelni. Az USA-ban mint rádióénekes és operettszínész működött. 1950-ben végleg Franciaországban telepedett le és 1953-ban itt kezdett filmezni.

## Munkássága
Főként kalandos bűnügyi történetek férfias megjelenésű, mindig verekedésre kész hőse volt. Híres alakítása volt Lemmy Caution (1953–1991), az alvilági zsargont beszélő vagány detektív. Regényeivel mint író is bemutatkozott Párizsban. 1965-ben Jean-Luc Godard Alphaville című filmjében érte el legnagyobb sikerét.

## Filmjei
- A maguk odaadó Blake-je (Votre dévoué Blake) (1954)
- Szentimentális vagyok (Je suis un sentimental) (1955)
- Folies-Bergère (1956)
- Az ember és a gyerek (L'homme et l'enfant) (1956)
- A nagy blöff (Le grand bluff) (1957)
- Inkognitóban (Incognito) (1958)
- Hoppla, most jön Eddie (Hoppla, jetzt kommt Eddie) (1958)
- Rififi a nőknél (Du rififi chez les femmes) (1959)
- SOS Pacific (1959)
- Monte Carlo bombázása (Bomben auf Monte Carlo) (1960)
- Fel a kezekkel! (Mani in alto) (1961)
- Cléo 5-től 7-ig (1962)
- Jó szerencsét, Charlie! (Bonne chance, Charlie) (1962)
- Az éjszaka császársága (L'empire de la nuit) (1962)
- Egy nagy fej (Une grosse tête) (1962)
- Borzongások mindenfelé (Des frissons partout) (1963)
- Lucky Jo (1964)
- Nick Carter mindent összezúz (Nick Carter va tout casser) (1964)
- Nick Carter és a piros treff (Nick Carter et le trèfle rouge) (1965)
- Éljen a maffia! (Je vous salue, mafia!) (1965)
- Kártyák az asztalon (Cartes sur table) (1966)
- Óvakodj a szent kurvától (1971)
- Támadás Entebbe-nél (1976)
- Victor (1978)
- A harmadik generáció (1979)
- Hosszú nagypéntek (1980)
- Szökevények (1981)
- Quei trentasei gradini (1984–1985)
- Frankenstein nagynénje (1987)
- Európa (1991)

### Lemmy Caution-filmek
- A szőke démon (1953)
- Ez az ember veszélyes! (Cet homme est dangereux) (1953)
- Les femmes s'en balancent (1954)
- Vous pigez? (1955)
- Comment qu'elle est! (1960)
- Lemmy a hölgyekért (Lemmy pour les dames) (1962)
- À toi de faire... mignonne (1963)
- Alphaville (1965)
- Ces messieurs de la famille (1968)
- Panische Zeiten (1980)
- Kottan ermittelt (1983)
- Une aventure de Phil Perfect (1984)
- Tiger - Frühling in Wien (1984)
- Makaroni Blues (1986)
- Le retour de Lemmy Caution (1989)
- Németország kilenc (új) nulla (1991)